# شهرداری قزوین

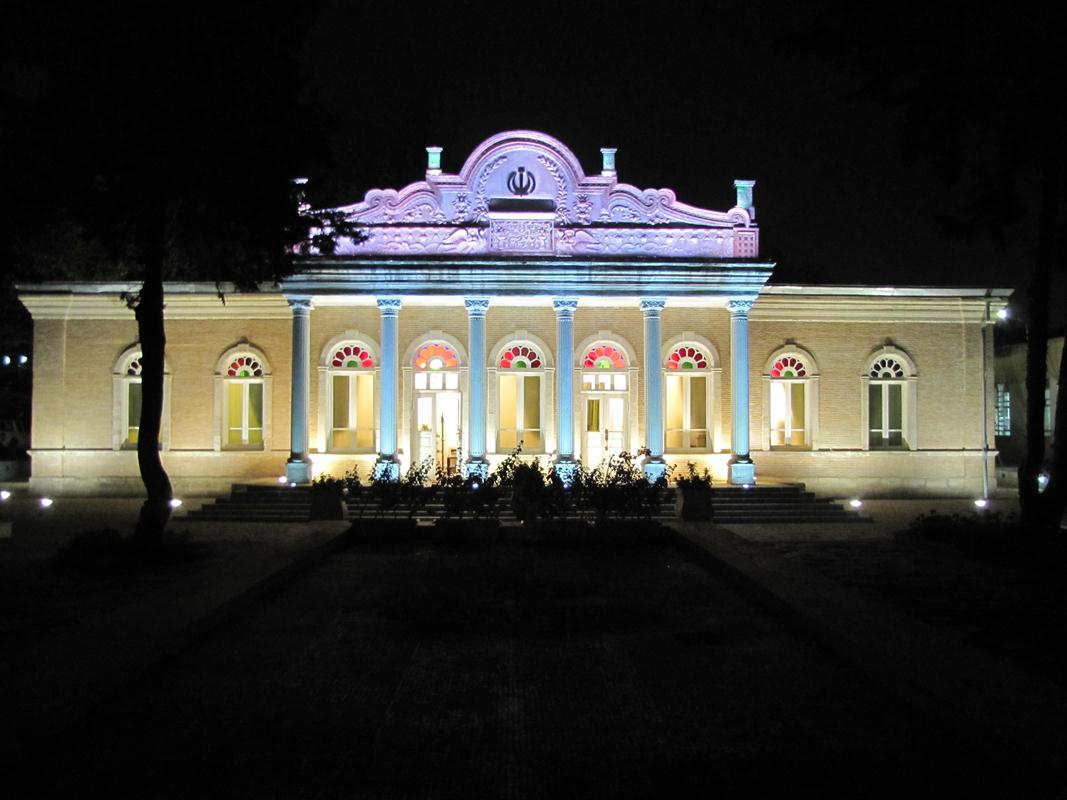
عمارت شهرداری قزوین، ساختمان فعلی شهرداری مشهور به عمارت بلدیه.

شهرداری قزوین از نخستین تشکلات شهرداری (بلدیه) در ایران محسوب می‌شود. تاریخچه تأسیس شهرداری قزوین به بیش از یکصدسال پیش بازمی‌گردد که در آن تاریخ از شهرداری با عنوان انجمن بلدیه یاد می‌شد اولین انجمن بلدیه در قزوین در سال ۱۲۸۶ خورشیدی تشکیل شد و در طی آن میرزا حسین صالحی روحانی سرشناس قزوینی به‌عنوان شهردار انتخاب گردید. در آن تاریخ دو سال از طلوع مشروطیت در ایران گذشته بود.

## پیشینه
در دوران قاجاریه در قزوین در عهد حکمرانی شاهزاده الله قلی میرزا ایلخانی اداره این شهر به نام (ریسمان سنج) که به عبارتی وظیفه آن دریافت نوعی عوارض سطح شهر بوده است، تأسیس می‌شود. ناجی قزوینی که از شاعران آن عهد است، مسئولیت نویسندگی این اداره را بر عهده می‌گیرد.انتخابات (انجمن بلدیه) یا انجمن شهر نیز صورت می‌پذیرد.
انجمن مزبور از میان اصناف شهر برگزیده شد که افرادی چون: صدر الاسلام، حاج محمد حسن شاهرودی، حاج سید موسی بزاز و حاج سید میرزای عطار در آن عضویت داشتند. ریاست این انجمن به عهده صدرالعلماء، فرزند میرزا علی اکبر قرار گرفت. میرزا حسین صالحی ملقب به صدرالعلماء نوه محمدصالح برغانی قزوینی بنیانگذار مدرسه صالحیه بود. او در همین مدرسه و بعد در زمینه‌های اصول، فقه، حکمت و مقدمات ریاضی به تحصیل پرداخت. به اعتباری می‌توان صدرالعلماء را نخستین شهردار قزوین به‌شمار آورد که از سوی مردم شهر به این سمت برگزیده شده بود.
در روز ۲۴ شهریور ۱۴۰۰ مهدی صباغی با شش رأی از ۹ رأی شورای اسلامی شهر، به‌عنوان شصت‌وچهارمین شهردار قزوین انتخاب و حکم وی در ۲۵ مهر ۱۴۰۰ توسط احمد وحیدی وزیر کشور صادر شد. هم‌اکنون وی شهردار قزوین است.

## معاونت‌های شهرداری قزوین
- معاونت مالی و اقتصادی
- معاونت حمل و نقل و ترافیک
- معاونت شهرسازی و معماری
- معاونت برنامه‌ریزی و توسعه سرمایه انسانی
- معاونت محیط زیست و خدمات شهری
- معاونت فنی و عمرانی

## مناطق شهرداری قزوین
- منطقه ۱
- منطقه ۲
- منطقه ۳
- منطقه ۴

## سازمان‌های شهرداری قزوین
- سازمان مدیریت آرامستان‌ها
- سازمان آتش‌نشانی و خدمات ایمنی
- سازمان نوسازی و بهسازی
- سازمان زیباسازی
- سازمان عمران
- سازمان اتوبوسرانی
- سازمان مدیریت و نظارت بر تاکسی‌رانی
- سازمان حمل و نقل و ترافیک
- سازمان خدمات طراحی
- سازمان سرمایه‌گذاری و مشارکت‌های مردمی
- سازمان پایانه‌های مسافربری
- سازمان باغستان‌های سنتی
- سازمان پارک‌ها و فضای سبز
- سازمان مدیریت پسماند
- سازمان فرهنگی، اجتماعی و ورزشی
- سازمان  فن‌آوری اطلاعات و ارتباطات
- سازمان ساماندهی مشاغل شهری و فرآورده‌های کشاورزی